# Ecuador ai Giochi della XXIX Olimpiade
L'Ecuador ha partecipato ai Giochi della XXIX Olimpiade di Pechino, svoltisi dall'8 al 24 agosto 2008, con una delegazione di 25 atleti.

## Medaglie
| Medaglia | Atleta          | Sport            | Evento                |
| -------- | --------------- | ---------------- | --------------------- |
| Argento  | Jefferson Pérez | Atletica leggera | Marcia 20 km maschile |

## Atletica leggera
| Gara            | Atleta            | Batterie | Batterie | Quarti  | Quarti | Semifinali | Semifinali | Finale | Finale |
| Gara            | Atleta            | Tempo    | Pos.     | Tempo   | Pos.   | Tempo      | Pos.       | Tempo  | Pos.   |
| --------------- | ----------------- | -------- | -------- | ------- | ------ | ---------- | ---------- | ------ | ------ |
| 100 m maschili  | Franklin Nazareno | 10"60    | 5        |         |        |            |            |        |        |
| 200 m maschili  | Franklin Nazareno | 21"26    | 8        |         |        |            |            |        |        |
| 1500 m maschili | Byron Piedra      |          |          | 3'45"57 |        |            |            |        |        |

| Gara                   | Atleta           | Tempo     | Posizione |
| ---------------------- | ---------------- | --------- | --------- |
| Maratona maschile      | Franklin Tenorio | 1h 29'09" | 65        |
| Marcia 20 km maschile  | Jefferson Pérez  | 1h 19'15" |           |
| Marcia 20 km maschile  | Rolando Saquipay | 1h 22'32" | 20        |
| Marcia 20 km maschile  | Andrés Chocho    | 1h 27'09" | 38        |
| Marcia 50 km maschile  | Fausto Quinde    | 3h 59'28" | 25        |
| Marcia 50 km maschile  | Xavier Moreno    | 4h 07'04" | 36        |
| Maratona femminile     | Sandra Ruales    | 2h 35'53  | 43        |
| Marcia 20 km femminile | Johana Ordóñez   | 1h 36'26" | 36        |

| Gara                    | Atleta     | Qualificazioni | Qualificazioni | Finale | Finale |
| Gara                    | Atleta     | Misura         | Pos.           | Misura | Pos.   |
| ----------------------- | ---------- | -------------- | -------------- | ------ | ------ |
| Salto in lungo maschile | Hugo Chila | 7,77 m         | 24             |        |        |

## Ciclismo

### BMX
| Gara         | Atleta       | Qualificazione | Qualificazione | Quarti | Quarti | Semifinali | Semifinali | Finale | Finale |
| Gara         | Atleta       | Tempo          | Pos.           | Punti  | Pos.   | Punti      | Pos.       | Tempo  | Pos.   |
| ------------ | ------------ | -------------- | -------------- | ------ | ------ | ---------- | ---------- | ------ | ------ |
| BMX maschile | Emilio Falla | 17             | 6              |        |        |            |            |        |        |

## Judo
| Gara   | Atleta         | Tabellone principale                    | Tabellone principale | Tabellone principale | Tabellone principale | Tabellone principale | Ripescaggi                            | Ripescaggi | Ripescaggi | Ripescaggi |
| Gara   | Atleta         | Sedicesimi                              | Ottavi               | Quarti               | Semifinali           | Finale               | 1º turno                              | Quarti     | Semifinali | Finale     |
| ------ | -------------- | --------------------------------------- | -------------------- | -------------------- | -------------------- | -------------------- | ------------------------------------- | ---------- | ---------- | ---------- |
| 66 kg  | Roberto Ibáñez | Sasha Mehmedovic (Canada) 0001-0011     |                      |                      |                      |                      |                                       |            |            |            |
| 48 kg  | Glenda Miranda | Yanet Bermoy (Cuba) 0000-1010           |                      |                      |                      |                      | Lyudmila Bogdanova (Russia) 0000-1000 |            |            |            |
| +78 kg | Carmen Chalá   | Nihel Cheikh Rouhou (Tunisia) 0000-1000 |                      |                      |                      |                      |                                       |            |            |            |

## Nuoto
| Gara                        | Atleta           | Batterie | Batterie | Semifinali | Semifinali | Finale | Finale |
| Gara                        | Atleta           | Tempo    | Pos.     | Tempo      | Pos.       | Tempo  | Pos.   |
| --------------------------- | ---------------- | -------- | -------- | ---------- | ---------- | ------ | ------ |
| 100 m farfalla maschili     | Marco Camargo    | 57"48    | 65       |            |            |        |        |
| 50 m stile libero femminili | Yamilé Bahamonde | 26"54    | 44       |            |            |        |        |

## Pugilato
| Gara               | Atleta              | Sedicesimi                             | Ottavi                       | Quarti                     | Semifinali | Finale |
| ------------------ | ------------------- | -------------------------------------- | ---------------------------- | -------------------------- | ---------- | ------ |
| Pesi mosca leggeri | José Luis Meza      | bye                                    | Paddy Barnes (Irlanda) 8-14  |                            |            |        |
| Pesi piuma         | Luis Enrique Porozo | Roberto Navarro (Rep. Dominicana) +3-3 | Li Yang (Cina) 5-6           |                            |            |        |
| Pesi medi          | Carlos Góngora      | Konstantin Buga (Germania) 14-7        | Georgios Gazis (Grecia) 12-1 | Vijender Singh (India) 4-9 |            |        |

## Sollevamento pesi
| Gara            | Atleta            | Strappo | Strappo | Slancio | Slancio | Totale | Posizione |
| Gara            | Atleta            | Ris.    | Pos.    | Ris.    | Pos.    | Totale | Posizione |
| --------------- | ----------------- | ------- | ------- | ------- | ------- | ------ | --------- |
| 94 kg maschile  | Eduardo Guadamud  | 165     | 15      | -       | -       |        |           |
| 58 kg femminile | Alexandra Escobar | 99      | 2       | 124     | 5       | 223    | 5         |

## Taekwondo
| Gara  | Atleta              | Tabellone principale          | Tabellone principale | Tabellone principale | Tabellone principale | Ripescaggi | Ripescaggi |
| Gara  | Atleta              | Ottavi                        | Quarti               | Semifinali           | Finale               | Semifinali | Finale     |
| ----- | ------------------- | ----------------------------- | -------------------- | -------------------- | -------------------- | ---------- | ---------- |
| 67 kg | Lorena Aida Benítez | Carmen Marton (Australia) 0-2 |                      |                      |                      |            |            |

## Tennis
| Gara               | Atleta           | Trentaduesimi                         | Sedicesimi | Ottavi | Quarti | Semifinali | Finale |
| ------------------ | ---------------- | ------------------------------------- | ---------- | ------ | ------ | ---------- | ------ |
| Singolare maschile | Nicolás Lapentti | Paul-Henri Mathieu (Francia) 64-7 2-6 |            |        |        |            |        |

## Tiro
| Gara             | Atleta      | Qualificazioni | Qualificazioni | Finale    | Finale       | Finale |
| Gara             | Atleta      | Punteggio      | Pos.           | Punteggio | Punt. totale | Pos.   |
| ---------------- | ----------- | -------------- | -------------- | --------- | ------------ | ------ |
| Pistola 25 metri | Carmen Malo | 559            | 40             |           |              |        |